# Hillingsäterssjön
Hillingsäterssjön är en sjö i Färgelanda kommun i Dalsland och ingår i Örekilsälvens huvudavrinningsområde. Sjön har en area på 0,603 kvadratkilometer och ligger 93,7 meter över havet.

## Delavrinningsområde
Hillingsäterssjön ingår i det delavrinningsområde (650306-127563) som SMHI kallar för Mynnar i Munkedalsälven. Medelhöjden är 110 meter över havet och ytan är 14,53 kvadratkilometer. Det finns ett avrinningsområde uppströms, och räknas det in blir den ackumulerade arean 15,68 kvadratkilometer. Hultesjöbäcken som avvattnar avrinningsområdet har biflödesordning 3, vilket innebär att vattnet flödar genom totalt 3 vattendrag innan det når havet efter 38 kilometer. Avrinningsområdet består mestadels av skog (37 procent), öppen mark (19 procent) och jordbruk (39 procent). Avrinningsområdet har 0,49 kvadratkilometer vattenytor vilket ger det en sjöprocent på 3,4 procent.